# کالمان ایهاس
کالمان ایهاس (مجاری: Kálmán Ihász; ۶ مارس ۱۹۴۱ – ۳۱ ژانویهٔ ۲۰۱۹) بازیکن فوتبال اهل مجارستان بود.
از باشگاه‌هایی که در آن بازی کرده‌است می‌توان به باشگاه ورزشی واشاش اشاره کرد.
وی به‌همراه تیم ملی فوتبال مجارستان در بازی‌های المپیک تابستانی ۱۹۶۴ به مقام قهرمانی دست پیدا کرده‌است..